# زيوة دار (مقاطعة دورود)
زيوة دار (بالفارسية: زیوه دار) هي قرية تقع في قسم تشالانتشولان الريفي (مقاطعة دورود) في إيران. يقدر عدد سكانها بـ 39 نسمة بحسب إحصاء 2016.